# Hosdent-sur-Mehaigne
Hosdent-sur-Mehaigne is het gehucht van het dorp Latinne in de gemeente Braives, tussen Hannuit, Borgworm en Hoei in de provincie Luik.

## Geschiedenis
Tussen 850-870 werd Hosdent waarschijnlijk door een afstammeling van Karel de Grote geschonken aan de Abdij van Kornelimünster (Inde) bij Aken. Na drie eeuwen kwam de schenking in de handen van de graaf van Namen. Hosdent was toen niets anders dan een prachtig klein dal omringd door bossen. 
In de 13e eeuw verwierf Nicolas Badin de bosrijke omgeving van Hosdent die door hem en zijn kinderen ontgonnen werd en omgevormd in akkers. Na ongeveer 100 jaren was Hosdent een echt dorp geworden, met zijn brug op de Mehaigne, een kasteelhoeve met kapel, een molen, een taverne, nog een grote hoeve, een gerechtshof om hun rechten te verdedigen, tientallen hutten en meer dan 250 hectare akkers.

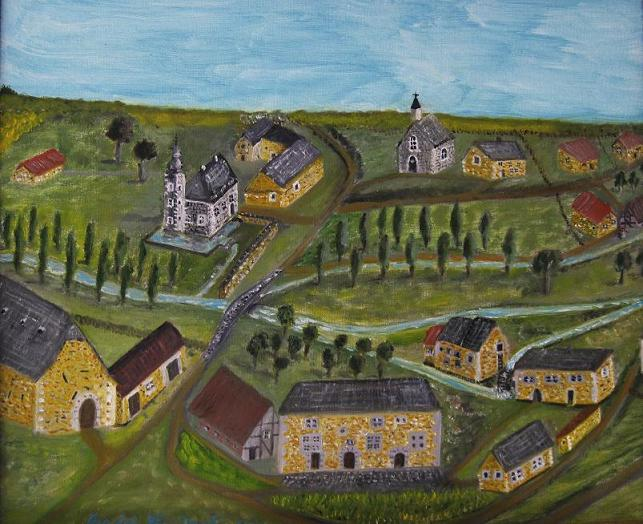
Olieverf op doek van Freddy Van Daele: Hosdent in de XVIIIde eeuw volgens verschillende oude teksten

Zo ontstond Hosdent-sur-Mehaigne, een zelfstandige heerlijkheid met een speciaal statuut. Vanaf de 17e eeuw noemden de Heren zich "De Heren van de vrije baronie van Hosdent", onafhankelijk van Namen en Luik. De onafhankelijke heerlijkheid van Hosdent bleef bestaan tot het einde van het ancien régime (1794). Na de Franse Revolutie werd Hosdent samengevoegd met Latinne. Het kasteel en zijn kapel werden door de heren verlaten en vervolgens afgebroken in de 19de eeuw.

## Tegenwoordig
Hosdent is een gehucht van Latinne geworden, met 2 hoeven, 110 huizen, 1 oude molen, 1 gerestaureerde gerechtshof, 1 nieuwe kapel en zijn velden, zijn rivier, zijn brug en zijn bossen.

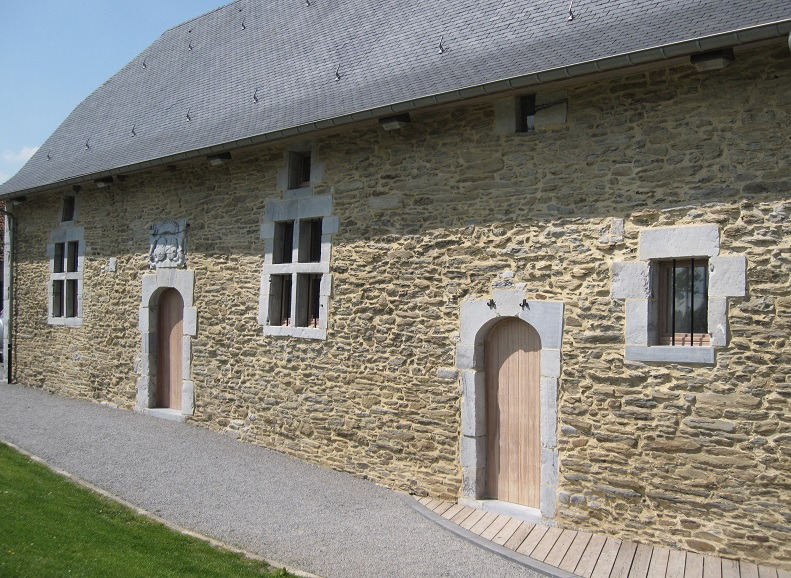
Het gerestaureerde gerechtshof van Hosdent in 2007
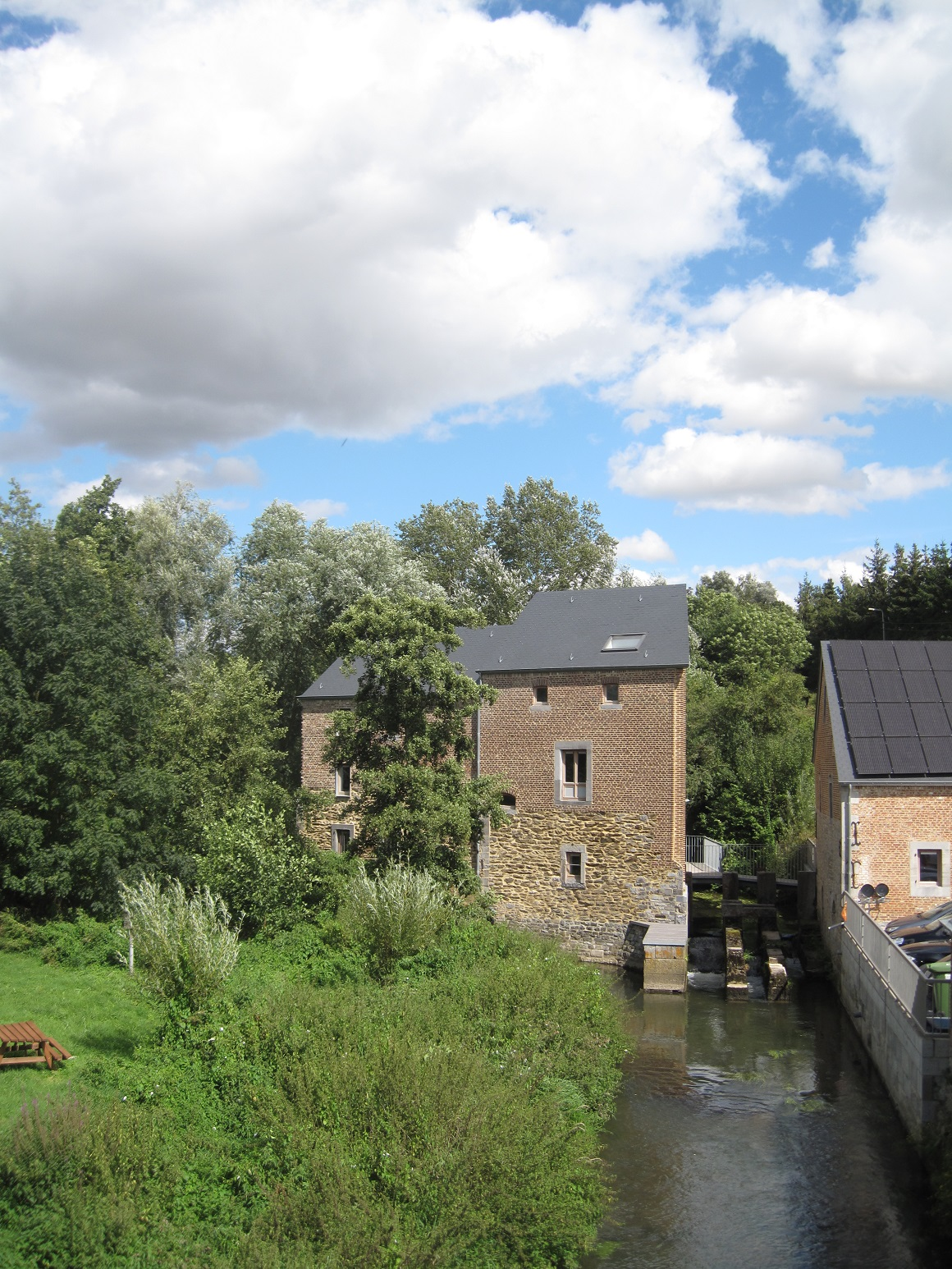
Molen van Hosdent
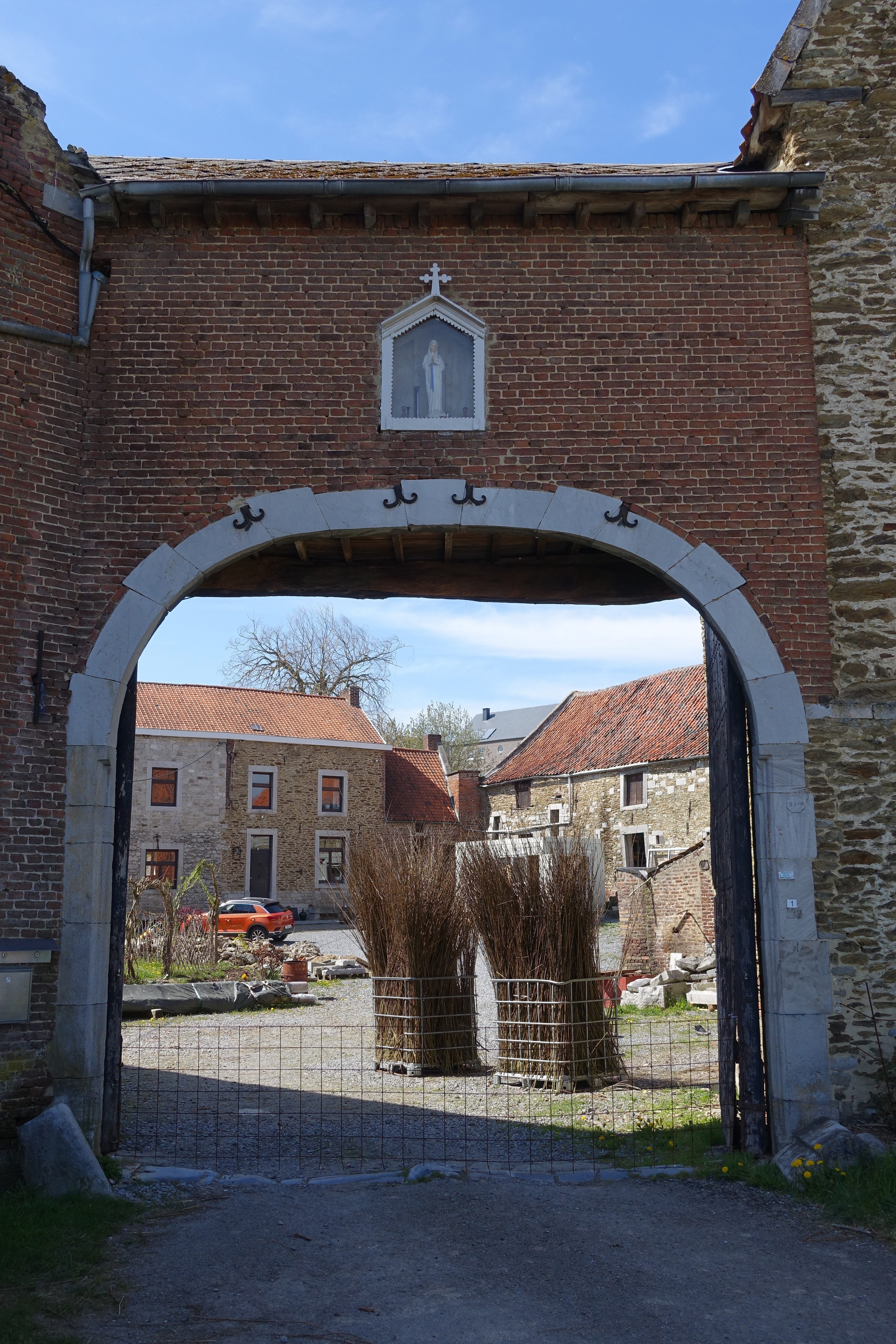
Ferme du Cortil of Seigneurie, vroegere kasteelhoeve
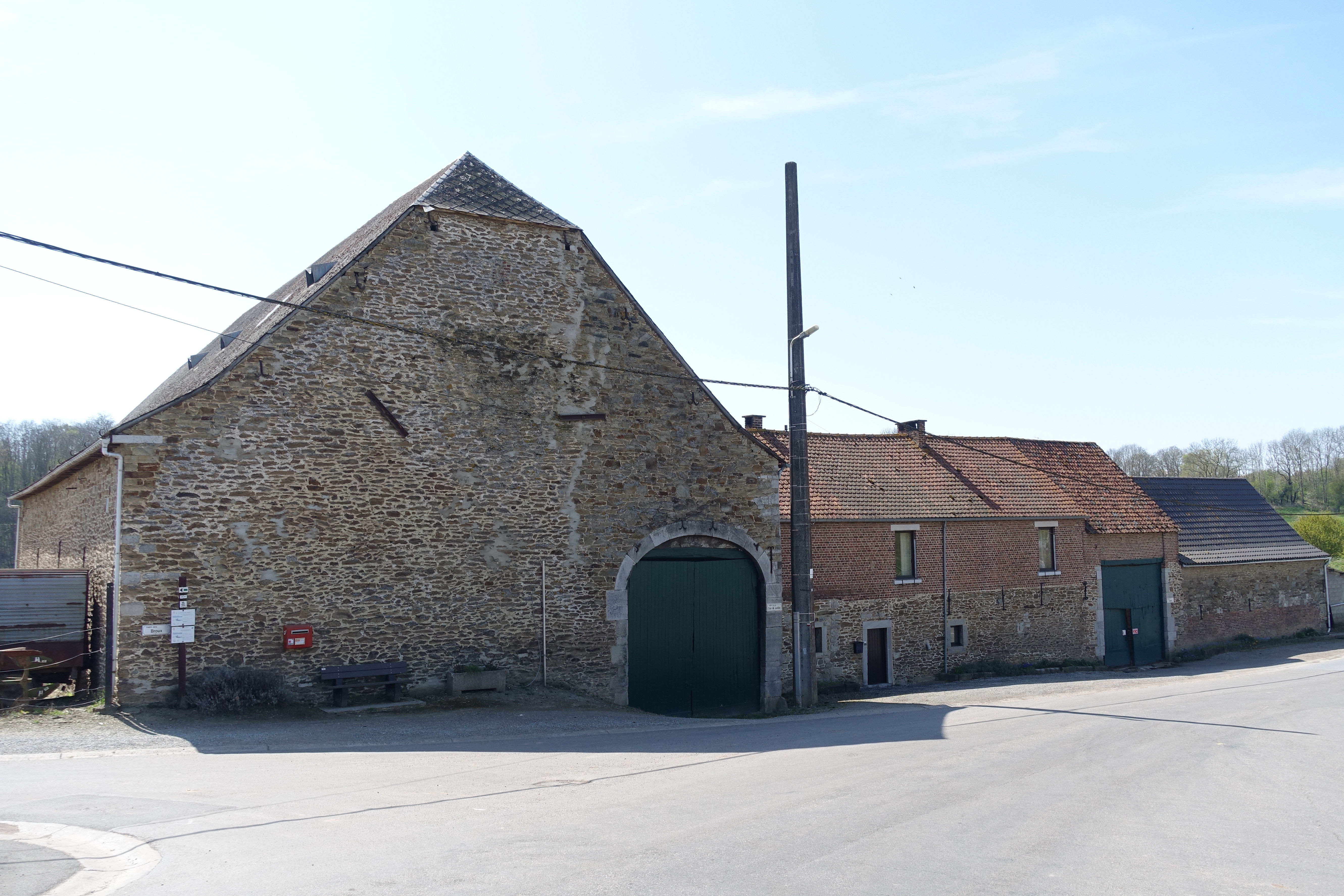
Vierkantshoeve in Hosdent